# Grote Rietplas
De Grote Rietplas is een aangelegd recreatiemeer aan de zuidkant van Emmen. De plas werd aan het eind van de jaren '90 van de twintigste eeuw aangelegd.

## Geschiedenis
Het zand afkomstig van het graven van de Grote Rietplas werd onder andere gebruikt bij de aanleg van de A37.
De Grote Rietplas werd aangesloten op de al bestaande Kleine Rietplas en heeft net als dat recreatiemeer ook een strand met enkele eilandjes en schiereilandjes. Aan de Grote Rietplas is de woonwijk Parc Sandur gebouwd met een eigen winkelcentrum, zwembad en golfbaan. Op een kunstmatig eiland ligt het Vakantiepark Center Parcs Sandur, een vestiging van Center Parcs. Aan de zuidkant van de Rietplas is een naaktstrand, genaamd Bargerhoek.
Op 8 februari 2012 zijn op de plas de dertiende Nederlandse kampioenschappen marathonschaatsen op natuurijs verreden. Aan de oever van de plas wordt jaarlijks het festival Retropop gehouden.

### Oplichting
Er waren jarenlang problemen met de financiering van het vastgoedproject. In 1993-1994 werd de gemeente Emmen bovendien gedupeerd door oplichter Rob Jacob, voor ca. 3 miljoen euro. Hij zou honderden luxe bungalows laten bouwen, maar ging er vandoor met geld van de gemeente Emmen, bouwbedrijven en de ING Bank en nam de wijk naar India. In 2005 werd hij door het Gerechtshof Leeuwarden bij verstek veroordeeld tot het betalen van een miljoen euro aan de Nederlandse staat.

## Afbeeldingen

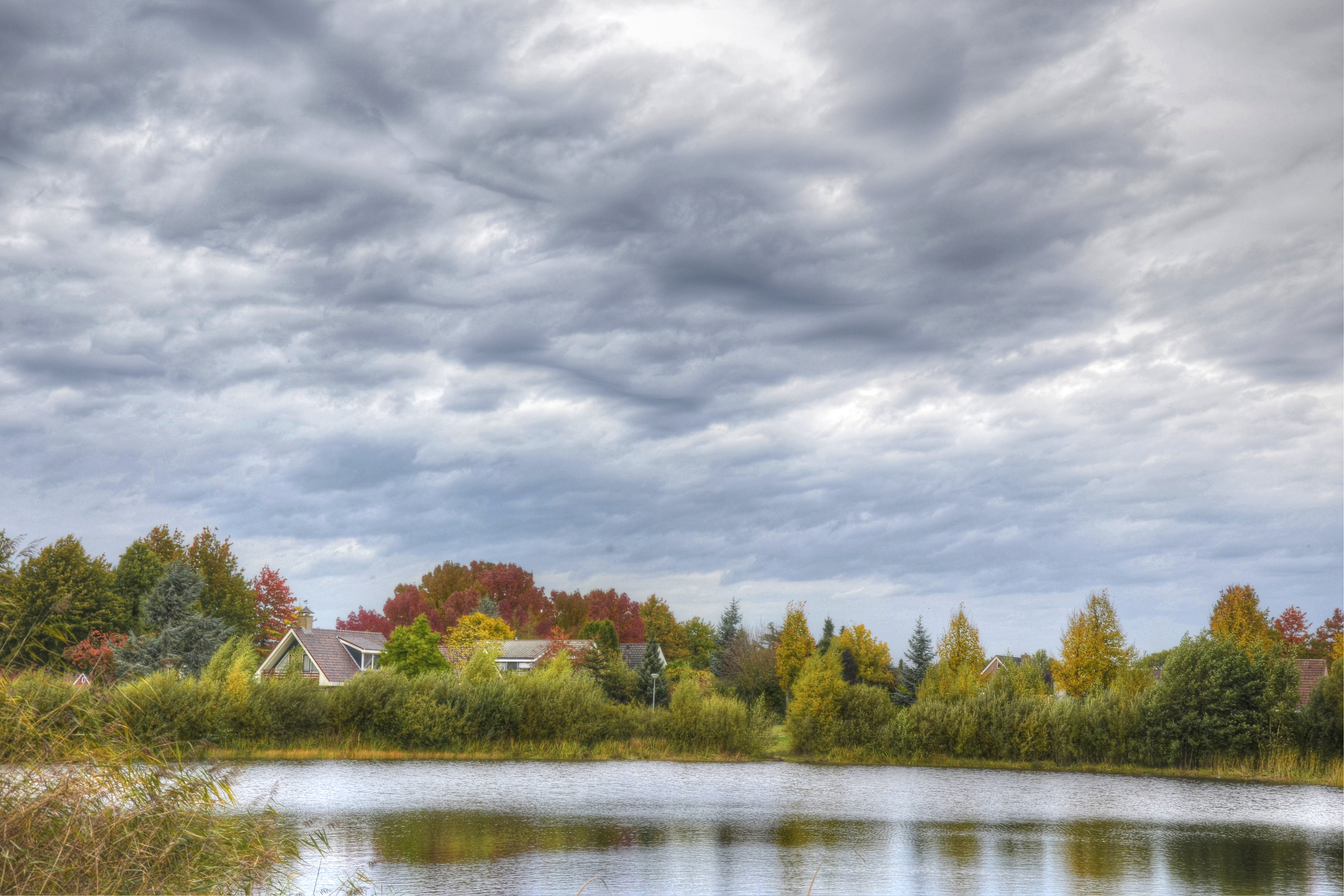
Grote Rietplas in HDR
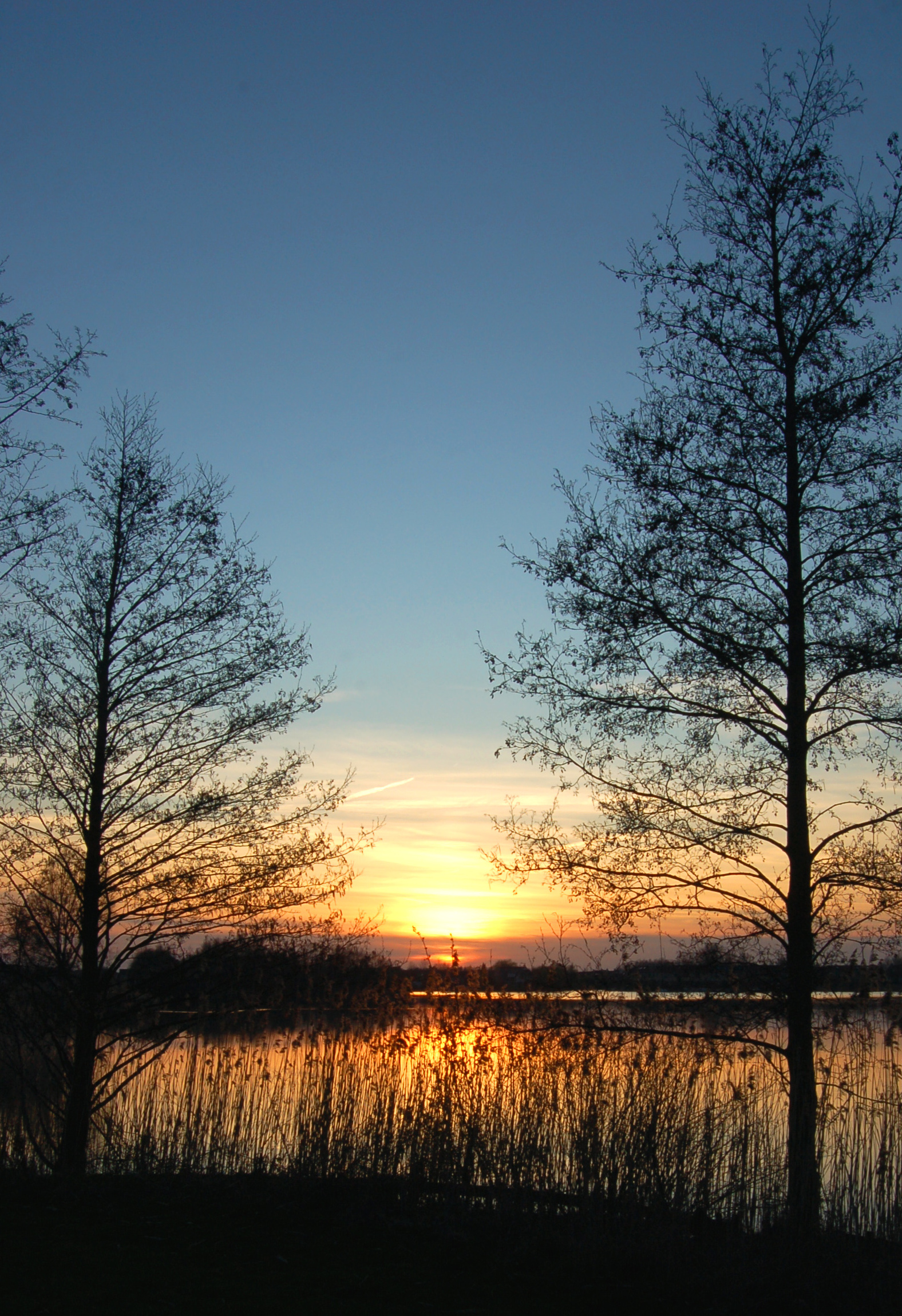
Zonsondergang
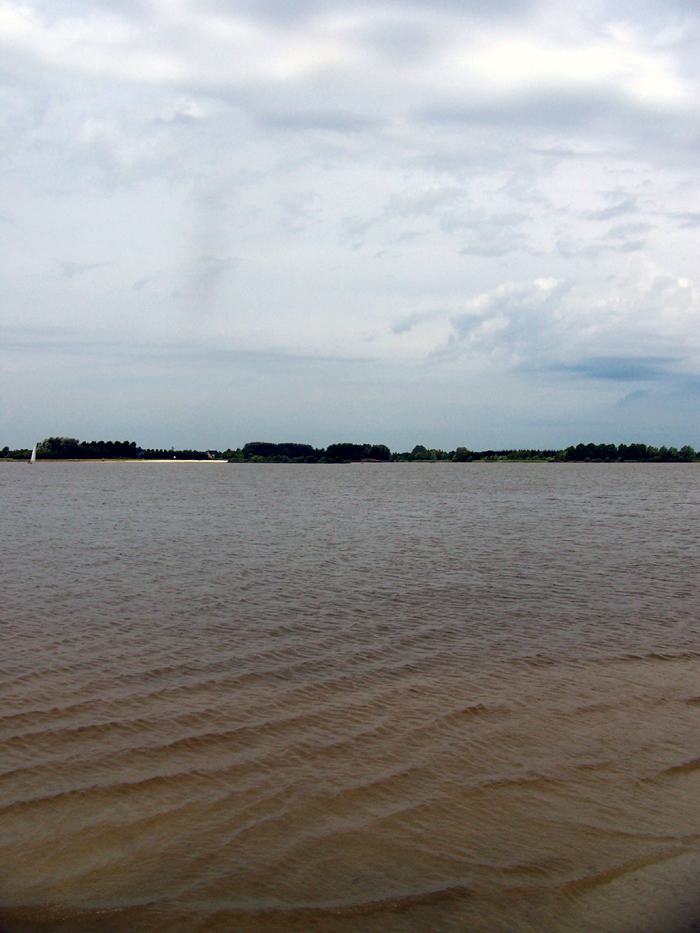
Grote Rietplas
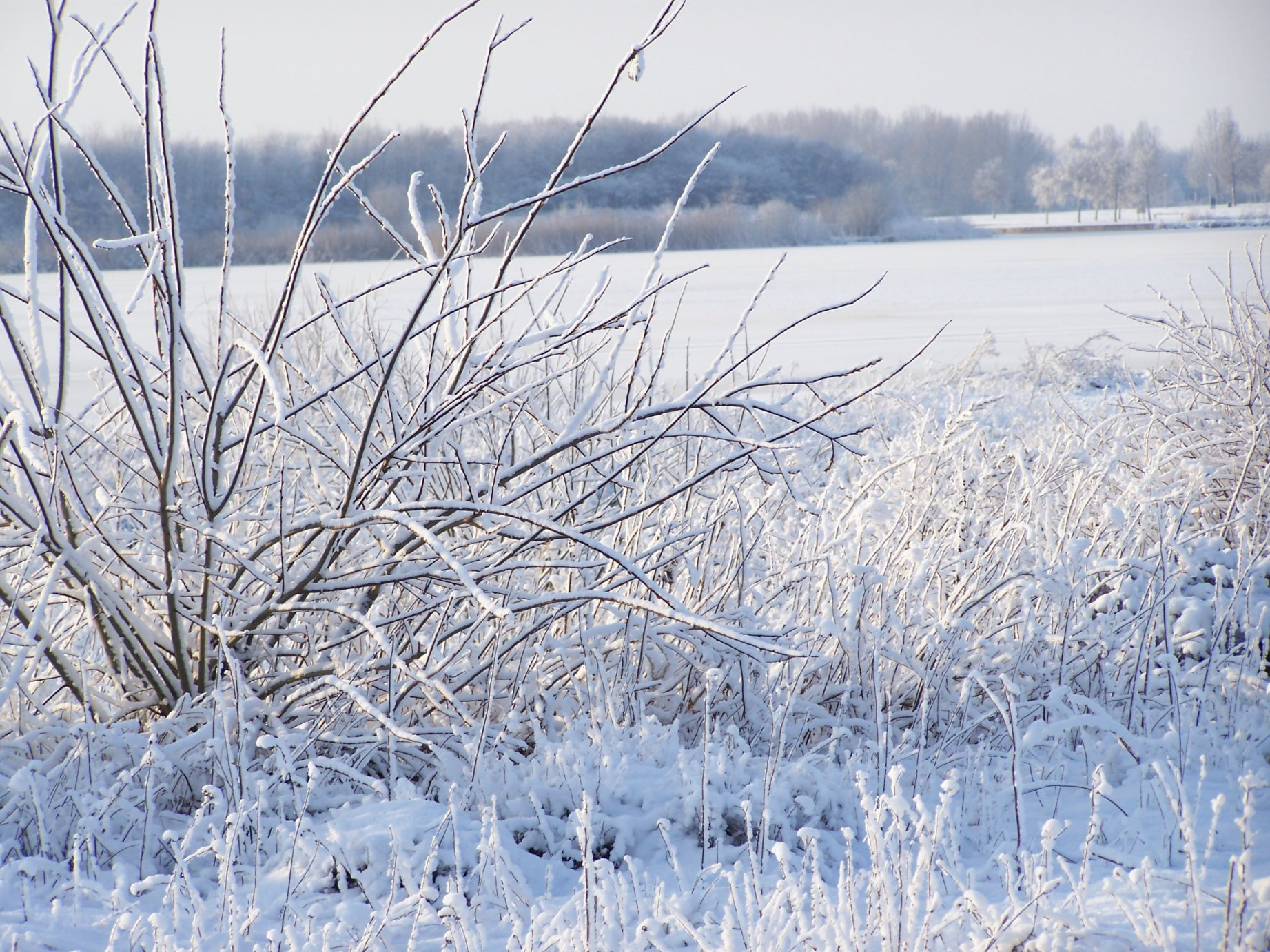
December 2011
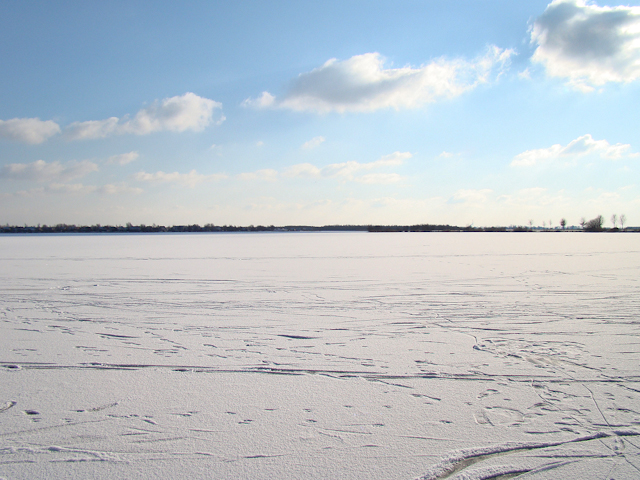
Februari 2012